# Аисты (мультфильм)
«Аисты» (англ. Storks) — американский компьютерно-анимационный фильм 2016 года, снятый Николасом Столлером и Дагом Свитлендом.

## Сюжет
Веками миллионы аистов доставляли людям детей, которых они «производили» на специальной фабрике с горы Аистов, где разрабатывались модули с адресами родителей. Это была их основная миссия. Но однажды один из них, Джаспер, нечаянно разбил модуль своей очередной подопечной и сошёл с ума, пожелав присвоить ребёнка. Этот роковой случай привёл к кризису доставки детей, и к власти в компании пришёл матёрый суровый Хантер, организовавший её модернизацию и отменивший все прежние устои. Теперь основным делом аистов стала доставка посылок различного рода. 18 лет новый порядок процветал, а малютка, которую Джаспер лишил семьи, стала ему приёмной дочерью и единственным человеком среди тысяч его сородичей.
Лютик (так её назвали) своею активностью и инициативой в «помощи» аистам приносила лишь неудобства и спад прибыли, и потому, когда она достигла совершеннолетия, глава компании Хантер мечтал от неё избавиться. Именно увольнение Лютик он поручает молодому и добросовестному курьеру Джуниору, одному из лучших доставщиков, который грезит о кресле босса. Это становится для него делом крайне непростым, тем более что в то же время мальчик Нейт Гарднер отправил на гору Аистов письмо, где просил прислать себе братика. Воспитанница старого Джаспера, которую Джуниор тайно перевёл в заброшенный отдел писем, активизирует фабрику детей, и на свет появляется незапланированный ребёнок — очаровательная розоволосая малышка. Теперь двум «неудачникам» надо как можно скорее доставить её родителям, и желательно до понедельника…

## Роли озвучивали
- Энди Сэмберг — Джуниор
- Кэти Краун — Лютик
- Келси Грэммер — Хантер
- Дженнифер Энистон — Сара Гарднер
- Тай Баррелл — Генри Гарднер
- Антон Старкман — Нейт Гарднер
- Дэнни Трехо — Джаспер
- Киган-Майкл Кей — Альфа-волк
- Джордан Пил — Омега-волк

## Производство
Проект был объявлен в январе 2013 года. Николас Столлер и Даг Свитленд выступили режиссёрами. 20 апреля 2015 года Энди Сэмберг и Келси Грэммер были приглашены для озвучивания главных героев в фильме.

## Прокат
Премьера в Аргентине, России и Сингапуре состоялась 22 сентября 2016 года, в Китае, США и Турции — 23 сентября 2016 года, в Гонконге, Кувейте и Хорватии — 29 сентября 2016 года.

## Ссылка
- storksmovie.com — официальный сайт Аисты
- storks-film.ru — официальный русскоязычный сайт фильма